# 300 арагвинцев
Триста арагвинцев (груз. სამასი არაგველი, транслит.: samasi aragveli) — отряд грузинского войска, прославившийся своим подвигом в битве при Крцаниси 8-11 сентября 1795 года. Канонизированы грузинской православной церковью. Память арагвинцев отмечается 11 (24) сентября — в день Крцанисского сражения.

## История
Отряд был составлен из горцев — жителей долины реки Арагви, отчего и получил своё название. Отряд принимал участие в военных действиях против персов при вторжении в Грузию войск Ага-Мохаммед-хана (1795) и особенно отличился 11 сентября 1795 года в сражении на полях Крцаниси вблизи грузинской столицы и в боях на улицах города. Грузинское войско под командованием престарелого грузинского царя Ираклия II потерпело поражение от подавляюще превосходящего по численности противника (5 000 грузин против 35 000 персов и их союзников). Согласно грузинским хроникам, арагвинцы поклялись сражаться до смерти и оставались верными своей клятве. Большинство из них были убиты в сражении, дав Ираклию с оставшимся войском возможность отступить.
Впервые названы героями принцем Теймуразом (1782—1846), который сам подростком был участником событий 1795 года. Грузинские писатели XIX и XX веков, такие как Григол Орбелиани, Илья Чавчавадзе, Якоб Гогебашвили, Важа-Пшавела («Рассказ старика»), Ладо Асатиани, Мамия Берекашвили в своих произведениях воспели 300 арагвинцев как национальных героев.

## Увековечение памяти
В честь 300 арагвинцев названы:

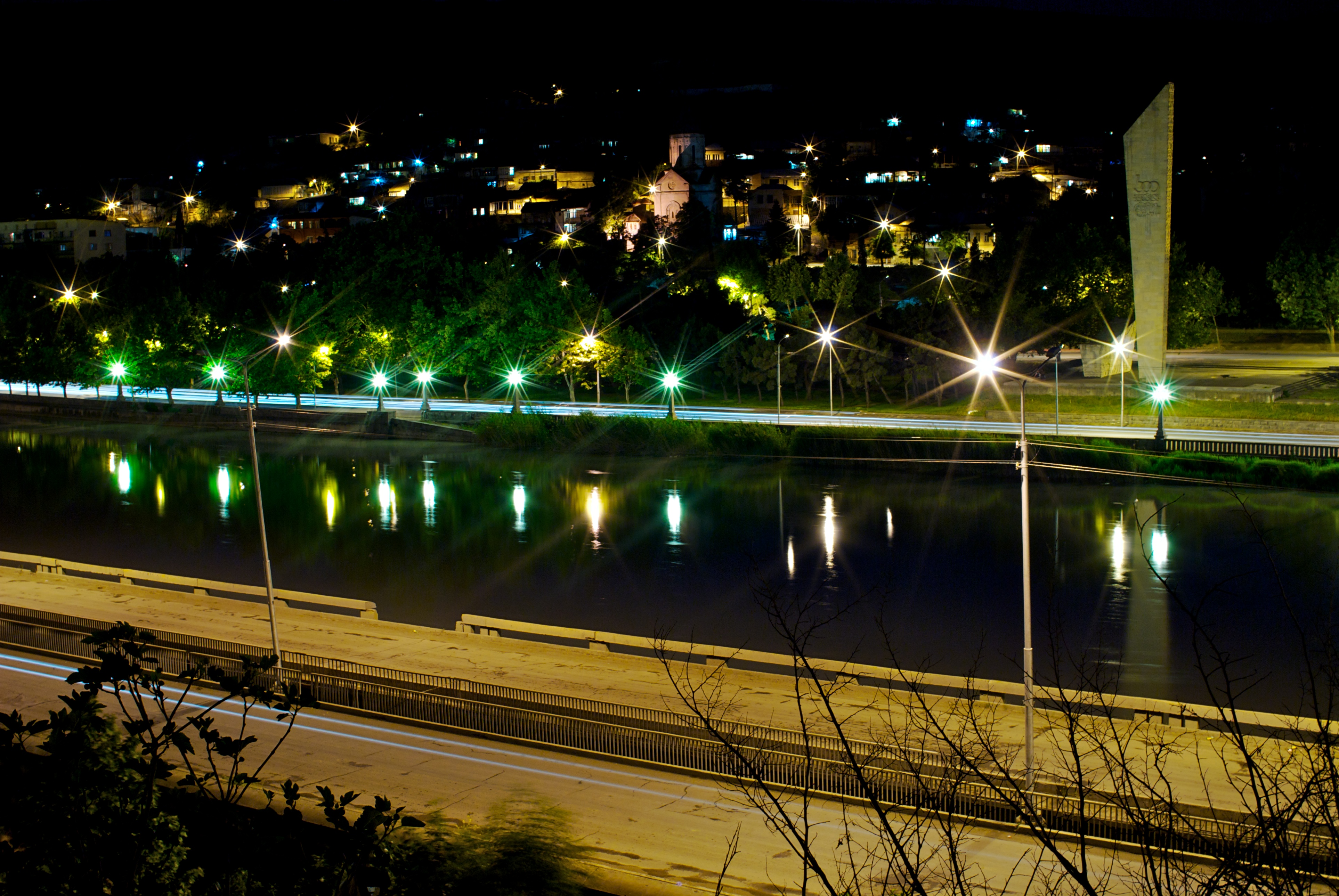
Монумент 300 арагвинских героев

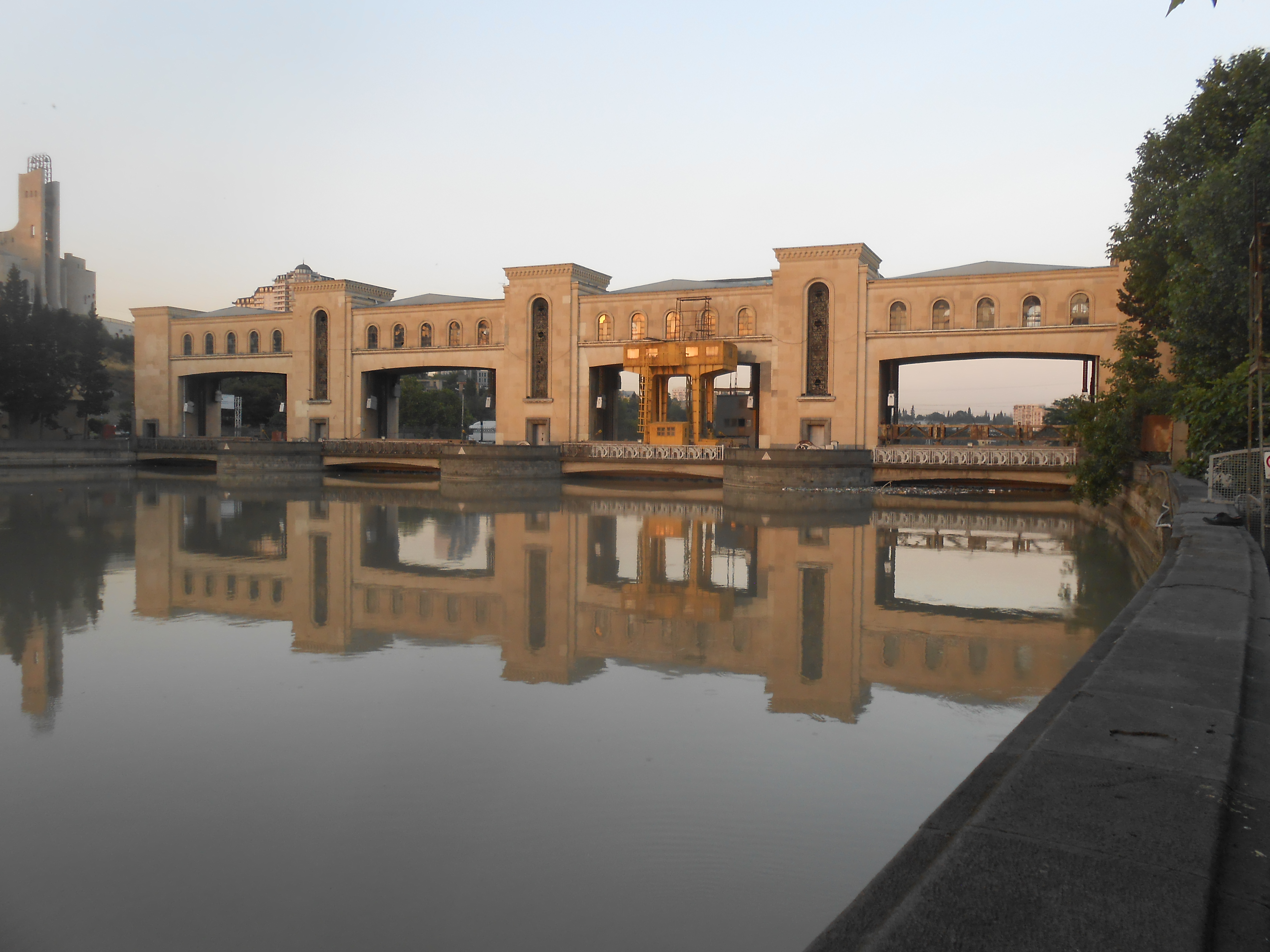
Мост 300 арагвинцев

- Мост 300 арагвинцев в Тбилиси через реку Кура
- станция тбилисского метро «300 Арагвели»

В 1961 году в Тбилиси, на месте, где были обнаружены остатки могил погибших в 1795 году воинов (ныне район улицы Вахтанга Горгасали), воздвигнут монумент 300 арагвинских героев (архитектор А. Бакрадзе), у мемориала разбит Парк 300 арагвинцев
В 2008 году грузинская православная церковь канонизировала 300 арагвинцев, как павших в сражении мучеников.